# 松茲瓦爾
松兹瓦尔 为瑞典中北部港口城市，属西诺尔兰省管辖，人口约4万9千人。滨波的尼亚湾，近永安河口，港口冬季封冻。
松兹瓦尔建城于1621年。在歷史上曾經4次被燒毀和重建，第一次为1721年的大北方战争期间，上一次火災是在1888年。
如今的松兹瓦尔的产业不仅仅是传统的纸浆、纸制品和铝制品，还是银行、保险公司、通讯公司以及大量社会公共信息处理中心，如国家社会保险局。新成立的中瑞典大学主校区也坐落在这个城市。

## 姐妹城市
- 芬兰波里
- 挪威波什格伦
- 丹麦森訥堡
- 俄罗斯沃尔霍夫
- 波兰科宁

## 外部連結
- Sundsvall （页面存档备份，存于） -官方網站